# NK Sloga Novi Mikanovci
NK Sloga Novi Mikanovci je nogometni klub iz Novih Mikanovaca.
Trenutačno se natječe se u 2. ŽNL Vukovarsko-srijemskoj NS Vinkovci.